# Baiominis
Els baiominis (Baiomyini) són una tribu de rosegadors dels neotomins. Conté Baiomys i Scotinomys, que viuen des del sud-oest dels Estats Units fins a Panamà. La tribu fou descrita el 2005 pels científics estatunidencs Guy Graham Musser i Michael Carleton. Els dos gèneres contenen rosegadors petits de cua curta i vida terrestre. Les potes posteriors són estretes, mentre que el primer i el cinquè dit del peu són curts. El crani és petit però fort. Tenen sis vèrtebres toràciques i tretze vèrtebres dorsals.